# Meadows Museum
Meadows Museum of Art – znajdujące się w Dallas w Teksasie jedno z ważnych muzeów sztuki w Stanach Zjednoczonych, powiązane z Algur H. Meadows School of the Arts (akademią sztuki) na Southern Methodist University.
Zbiory muzeum obejmują m.in. renesansowe retabula, płótna barokowe o dużych rozmiarach, szkice z epoki rokoka, rzeźby z polichromowanego drewna, pejzaże impresjonistyczne, sztukę abstrakcyjną, ryciny oraz rzeźby XX-wiecznych artystów takich jak Auguste Rodin, Aristide Maillol, Alberto Giacometti, Henry Moore i Claes Oldenburg.
Ważną część kolekcji muzeum stanowią prace hiszpańskich artystów, takich jak El Greco, Diego Velázquez, Jusepe de Ribera, Bartolomé Esteban Murillo, Francisco Goya, Joan Miró i Pablo Picasso. Jest to największa kolekcja hiszpańskiej sztuki zgromadzona poza Hiszpanią.
Pierwszym dyrektorem muzeum był William B. Jordan, który sprawował tę funkcję w latach 1967–1981.